# Bernardino Rivadavia

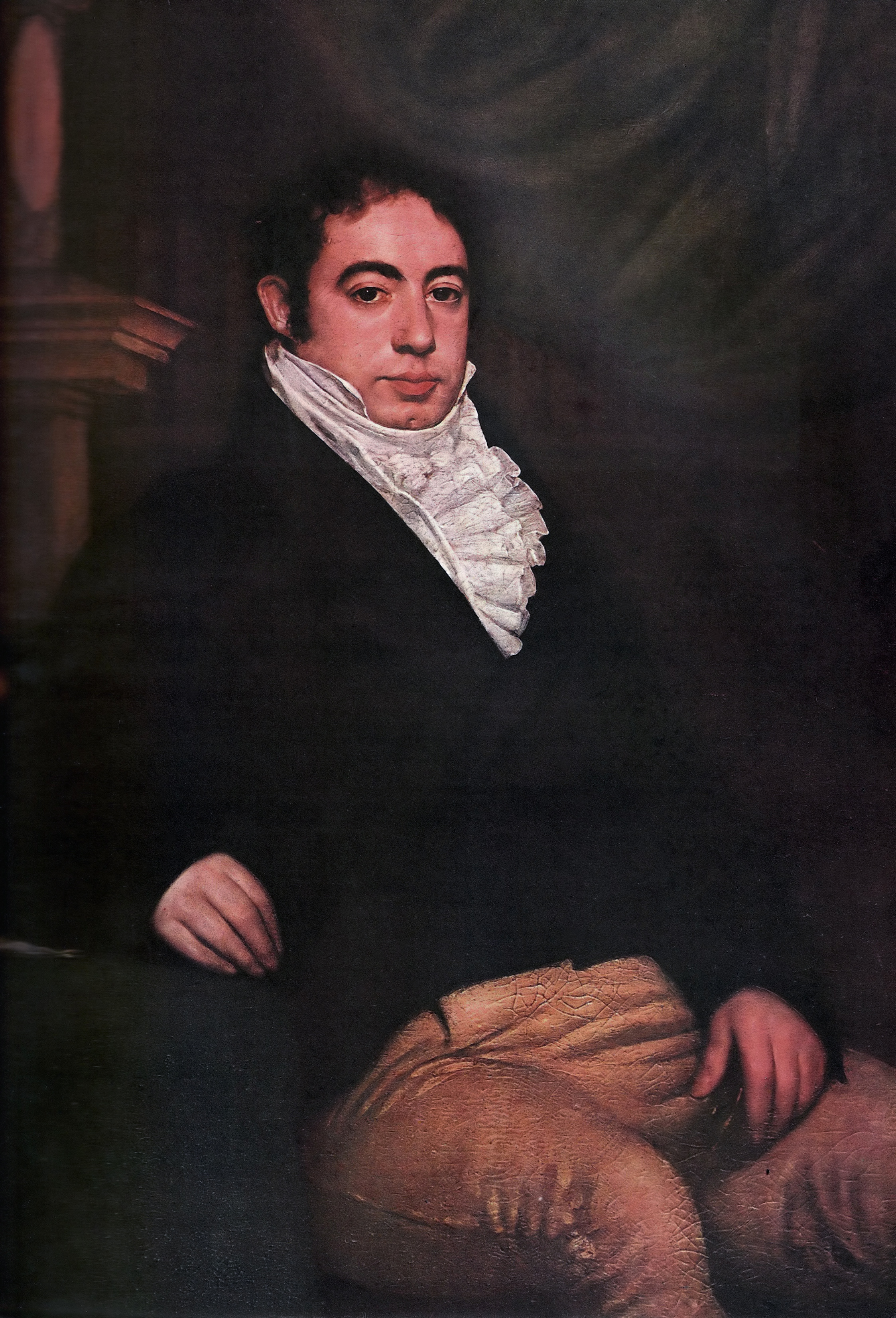
Gemälde von Bernardino Rivadavia während eines Aufenthalts in London

Bernardino de la Trinidad González Rivadavia y Rivadavia (* 20. Mai 1780 in Buenos Aires, Vizekönigreich des Río de la Plata; † 2. September 1845 in Cádiz, Spanien) war ein argentinischer Staatsmann und erster Präsident der Vereinigten Provinzen des Río de la Plata, des heutigen Argentiniens.

## Leben
Bernardino Rivadavia wuchs als Sohn eines aus Spanien stammenden Anwalts in Buenos Aires auf. Als junger Offizier beteiligte er sich 1806/1807 an der letztlich erfolgreichen Verteidigung seiner Heimat gegen die Britischen Invasionen am Río de la Plata. 1809 heiratete er Juana del Pino y Balbastro, die Tochter von Joaquín del Pino Sánchez de Rojas, dem spanischen Vizekönig des Vizekönigreichs des Río de la Plata. Ihnen wurden vier Kinder geboren.
Als sich nach der Mai-Revolution 1810 die Vereinigten Provinzen des Río de la Plata von Spanien lossagten, übernahm Rivadavia in der Regierung des „Ersten Triumvirats“ (Primer Triunvirato) der Aufständischen (1810–1811) die Ämter des Finanzministers und des Kriegsministers. Von 1814 bis 1820 war er Gesandter des neuen argentinischen Staates in Europa, und von 1821 bis 1824 argentinischer Außenminister. Seiner Initiative ist die Gründung der Universität Buenos Aires 1821 zu verdanken. 
Weil aufgrund des Krieges mit Brasilien um das heutige Uruguay (1825–1828) eine bisher nicht vorhandene zentralistische Exekutive nötig wurde, wurde Rivadavia vom 8. Februar 1826 bis zum 7. Juli 1827 erster Präsident von Argentinien.
Nach seinem erzwungenen Rücktritt im Juli 1827 ging Rivadavia ins Exil nach Großbritannien. Sein Nachfolger Vicente López y Planes musste aufgrund mangelnden Rückhalts bereits im August die alte Verfassung wiederherstellen und das Präsidentenamt abgeben, wodurch es in der Argentinischen Konföderation de jure bis 1854 wieder kein Staatsoberhaupt gab. De facto übernahm diese Rolle jedoch wieder der Gouverneur von Buenos Aires. Nach seiner Rückkehr nach Argentinien im Jahr 1834 wurde Rivadavia vor Gericht gestellt und erneut zum Exil verurteilt. Er lebte zunächst in Uruguay, dann in Brasilien, und nach dem Tode seiner Frau schließlich, ab 1842, in Spanien, wo er auch starb.
Obgleich Bernardino Rivadavia testamentarisch verfügt hatte, dass er nicht in seiner Heimat bestattet werden dürfe, ließ die argentinische Regierung 1857 seine sterblichen Überreste nach Buenos Aires überführen, wo sie in einem 1932 errichteten Mausoleum beigesetzt sind.
Nach seinem Enkel, dem Marineoffizier Martín Rivadavia (1852–1901), ist die Hafenstadt Comodoro Rivadavia im Süden Argentiniens benannt.